# Darwin (månekrater)
 For alternative betydninger, se Darwin. (Se også artikler, som begynder med Darwin)
Darwin er et nedslagskrater på Månen af den type, som kaldes en bjergomgivet slette. Det befinder sig på den sydøstlige del af Månens forside og så tæt ved dens rand, at det ses i perspektivisk forkortning fra Jorden. Det er opkaldt efter den britiske naturhistoriker Charles R. Darwin (1809 – 1882).
Navnet blev officielt tildelt af den Internationale Astronomiske Union (IAU) i 1935. 

## Omgivelser
Darwinkraterets sydlige rand er forbundet med Lamarckkrateret. Mod nordøst ligger Crügerkrateret, der har en mørk kraterbund. 

## Karakteristika
Den ydre rand af Darwinkrateret er blevet betydeligt ødelagt af nærliggende nedslag. Især de sydlige og nordlige dele af randen er så godt som ødelagte. Den østlige rand er noget nedslidt, men intakt, og der ligger adskillige små kratere langs den sydvestlige rand. Satellitkrateret "Darwin B"', som er temmelig stort med en diameter på 56 km, er forbundet med ydersiden af den vestlige rand.
Dele af Darwins indre kraterbund er senere blevet dækket til, muligvis af lava eller udkastninger, og et system af riller skærer sig gennem bundens nordlige del, krydser den østlige rand og fortsætter mod sydøst. Disse riller kaldes Rimae Darwin, og de har en længde på omkring 280 km. Øst for Darwinkrateret krydser dette rillesystem Rima Sirsalis, som er en bred rille, der løber i en linje mod nordøst.
Den sydlige del af kraterbunden omfatter kun ujævne og irregulære landskaber med adskillige småkratere. Der er et ujævnt, skrånende område i den nordøstlige del af bunden, som er skabt af udkastninger fra det nedslag, som skabte Orientale-bassinet og ramte den østlige rand. I den vestlige del af bunden findes en stor, lav og noget uregelmæssig skjoldvulkan, som er en af de få sådanne, som ikke ligger i et mare. Ligeledes findes resterne af et lille krater i kraterbundens sydlige ende.

## Satellitkratere
De kratere, som kaldes satellitter, er små kratere beliggende i eller nær hovedkrateret. Deres dannelse er sædvanligvis sket uafhængigt af dette, men de får samme navn som hovedkrateret med tilføjelse af et stort bogstav. På kort over Månen er det en konvention at identificere dem ved at placere dette bogstav på den side af satellitkraterets midte, som ligger nærmest hovedkrateret. Darwinkrateret har følgende satellitkratere:
| Darwin | Længde  | Bredde  | Diameter |
| ------ | ------- | ------- | -------- |
| A      | 21,8° S | 73,0° V | 24 km    |
| B      | 19,9° S | 72,2° V | 56 km    |
| C      | 20,5° S | 71,0° V | 16 km    |
| F      | 21,0° S | 71,0° V | 18 km    |
| G      | 21,5° S | 70,7° V | 17 km    |
| H      | 21,0° S | 68,8° V | 30 km    |

## Måneatlas
- Billeder af Darwinkrateret i LPI-måneatlasset